# 帕拉欽
帕拉欽（塞尔维亚语：／，發音：[pâratɕin]）是塞爾維亞的一座城市。位於塞爾維亞的中部，克鲁舍瓦茨以北和克拉古耶瓦茨的東南。2011年，全市人口有24,573人。市內有玻璃工廠，也有糖果生產企業。市內的主要人口是塞爾維亞人。

## 外部連結
- Official web presentation of Paraćin Municipality （页面存档备份，存于）
- Cultural Center of Paraćin （页面存档备份，存于）
- Paraćin kao na Dlanu （页面存档备份，存于）
- Hotel Petrus
- Oglasi Paraćin - Internet oglasi grada Paraćina （页面存档备份，存于）
- Paraćin countryside
- Tourist organization of Paraćin